# Херман фон Щалек
Херман III фон Щалек (на немски: Hermann III von Stahleck, † 20 септември 1156) е пфалцграф на Рейн от 1142 до 1155 г.
Той е единственият син на граф Госвин фон Щалек († сл. 1140) и на Луитгард фон Хаймбах-Хенгебах († 1156), вдовицата на Хайнрих I фон Катценелнбоген († пр. 1108).
Той е полубрат на Хайнрих II фон Катценелнбоген († 1245), който през 1138 г. е издигнат на граф от крал Конрад III. Чрез брака му от 1127 г. с Гертруда († сл. 1182) от Швабия, дъщерята на херцог Фридрих I, той е зет на крал Конрад III и чичо на Фридрих Барбароса.
Херман наследява от баща си титлата и собствеността в Източна Франкония като граф на Билдхаузен и на Рейн (замък Щалек над Бахарах) и през 1142/1143 г. получава от своя зет пфалцграфството при Рейн, след като Хайнрих II Язомиргот от Бабенбергите поема маркграфство Австрия.
От 1147 до 1148 г. Херман участва в Кръстоносният поход против вендите.
Той подарява през 1156 г. манастир Билдхаузен. Погребан е в манастир Ебрах и след това преместен в църквата на манастир Билдхаузен.
Император Фридрих I Барбароса предава пфалцграфството на своя по-малък брат Конрад Хоенщауфен.